# Liste der Grabstätten von Fürstenhäusern in Österreich
Diese Liste sammelt Grabstätten von Fürstenhäusern, sowie einst reichsunmittelbar regierenden Häusern, welche sich im heutigen Österreich befinden. Ehemalige Grabstätten werden nicht gelistet.

## Abensperg und Traun
- Rundkapelle Petronell Hl. Johannes der Täufer (Petronell-Carnuntum, Niederösterreich)

## Auersperg
- Mausoleum Wolfern-Losensteinleithen (Wolfern, Oberösterreich)
- Auersperg-Gruft (Pfarrkirche Maria Laah, Wolfern, Oberösterreich)
- Wallfahrtskirche Maria Bühel (Oberndorf bei Salzburg, Salzburg)

## Babenberger
- Stift Heiligenkreuz (Heiligenkreuz, Niederösterreich)
- Stift Melk (Melk, Niederösterreich)
- Stift Klosterneuburg (Klosterneuburg, Niederösterreich)[1]
- Stift Lilienfeld (Lilienfeld, Niederösterreich)[2]
- Schottenstift (Schottenkirche; Wien)[3]

## Battenberg
- Friedhof St. Leonhard (Graz, Steiermark)[4]
- Döblinger Friedhof (Wien)[5]

## Batthyány
- Franziskanerkloster Güssing (Batthyány-Familiengruft; Güssing, Burgenland)
- Schottenstift (Schottenkirche; Wien)
- Stadtpfarrkirche zum Heiligen Blut (Graz, Steiermark)
- Ursulinenkloster (Graz, Steiermark)

## Bourbonen

### Bourbon-Parma&Carlistische Dynastie
- Friedhof von Mönichkirchen (Mönichkirchen, Niederösterreich)[6]
- Schloss Puchheim (Attnang-Puchheim, Oberösterreich)[7]

### Bourbon-Sizilien
- Mausoleum der Lucchesi Palli des Friedhofs von Mureck (Mureck, Steiermark)[8]

## Dietrichstein
- Schottenstift (Schottenkirche; Wien)

## Eggenberg
- Kirche Mariahilf (Graz, Steiermark)
- Mausoleum Ehrenhausen (Ehrenhausen, Steiermark)

## Eppensteiner
- Stift St. Lambrecht (St. Lambrecht, Steiermark)

## Esterházy
- Franziskanerkirche und Kloster St. Michael (Eisenstadt, Burgenland)

## Habsburger
siehe Liste der Grabstätten der Habsburger#Österreich

## Henckel-Donnersmarck
- Mausoleum Henckel-Donnersmarck (bei Schloss Wolfsberg, Wolfsberg, Kärnten)[9]

## Hohenberg
- Schloss Artstetten (Pfarrkirche St. Jakobus der Ältere; Artstetten-Pöbring, Niederösterreich)

## Khevenhüller
- Burg Hochosterwitz (Burgkirche; Hochosterwitz (Gemeinde Sankt Georgen am Längsee), Kärnten)
- Burg Hardegg (Burgkapelle;  Hardegg, Niederösterreich)

## Koháry
Nach Aussterben unter Obsorge der Sachsen-Coburg-Koháry
- Pfarrkirche Kleinhadersdorf (Poysdorf, Niederösterreich)

## Liechtenstein
- Neulengbach und Plankenberg (Mostviertel, Niederösterreich)[10]
- Friedhof von Rosegg (Rosegg, Kärnten)[11]

## Losensteiner
- Stift Garsten (Garsten, Oberösterreich)
- Kapelle der Schallaburg (Schollach, Niederösterreich)

## Meinhardiner
- Minoritenkirche (Wien)[12]

- Stift Stams (Österreichisches Grab; Stams, Tirol)

## Montfort
- Dompfarrkirche Feldkirch (Feldkirch, Vorarlberg)

## Otakare

### Traungauer
- Stift Garsten (Garsten, Oberösterreich)[13]

- Stift Rein (Gratwein-Straßengel, Steiermark)

## Savoyen
- Stephansdom (Prinz-Eugen-Kapelle; Wien)

## Schönburg-Hartenstein
- Friedhof Bad Ischl (Bad Ischl, Oberösterreich)

## Spanheimer
- Stift St. Paul im Lavanttal (Lavanttal, Kärnten)

## Starhemberg
- Pfarrkirche Eferding (Eferding, Oberösterreich)
- Pfarrkirche Hellmonsödt (Hellmonsödt, Oberösterreich)
- Wallfahrtskirche Bildstein (Bildstein, Vorarlberg)
- Schottenstift (Schottenkirche; Wien)

## Thurn und Taxis
- Friedhof Bad Ischl (Bad Ischl, Oberösterreich)[14]

## Trautson
- Michaelerkirche (Wien)

## Welfen(Haus Hannover)
- Mausoleum von Schloss Cumberland (Gmunden, Oberösterreich)

## Wettiner

### Albertinische Linie
- Königskapelle Brennbichl (Karrösten, Tirol)

### Ernestinische Linie
- Hietzinger Friedhof (Wien)

siehe ebenso Koháry

## Windisch-Graetz
- Pfarrkirche Trautmannsdorf an der Leitha (Trautmannsdorf an der Leitha, Niederösterreich)

## Zähringer
- Stift Klosterneuburg (Klosterneuburg, Niederösterreich)[15]
- Minoritenkirche (Wien)[16]